# La Vídola
La Vídola är en ort i Spanien.   Den ligger i provinsen Provincia de Salamanca och regionen Kastilien och Leon, i den nordvästra delen av landet, 250 km väster om huvudstaden Madrid. La Vídola ligger 693 meter över havet och antalet invånare är 152.
Terrängen runt La Vídola är platt. Runt La Vídola är det mycket glesbefolkat, med 5 invånare per kvadratkilometer. Närmaste större samhälle är Vitigudino, 16,7 km söder om La Vídola. Trakten runt La Vídola består i huvudsak av gräsmarker.